# Reeducação postural global
Reeducação Postural Global ou R.P.G. (ou sua marca registrada RPG) é uma técnica de Fisioterapia desenvolvida na França por Philippe Emmanuel Souchard, a partir do trabalho de Françoise Mézières e de vários anos de estudos e pesquisas em Biomecânica e Física. Consiste em uma técnica de ajustamentos posturais para reorganização dos segmentos do corporais, através do estiramento do tecido muscular retraído, a fim de permitir a reorganização das miofibrilas, ganho de mobilidade e, assim, o reequilíbrio dos músculos que mantêm a postura. Além disso, produz também a liberação das fáscias, tecido conjuntivo, pela aplicação do princípio "fluagem".
A "fluagem" é o estado fisiológico da forma ou contração constante dos músculos da postura que mantem o alinhamento do corpo. É um método de tratamento fisioterapêutico, utilizado em poucos países por fisioterapeutas formados pessoalmente por Philippe Souchard, apesar de existirem outras escolas que modificaram a técnica e a disseminam. O tratamento consiste em reorganização da musculatura profunda, alinhando as estruturas articulares do corpo(cabeça,coluna, quadril e membros), ganho de resistência dos músculos para alguns indivíduos e ganho de amplitude tecidual. O tratamento de R.P.G. é feito através de posturas combinadas a respiração coordenada para alinhamento das estruturas e aumento da flexibilidades do corpo e melhor mobilidades das articulações do corpo. O R.P.G. tem indicação para indivíduos com lesões de coluna vertebral (hernias, protusões discais), distúrbios de articulação temporomandibular, alteração de equilíbrio, assim como também desvios posturais (escolioses, cifoses, hiper lordoses) seguidos de dor ou não, podendo causar lesões ou síndromes diversas partes do corpo como por exemplo: bursites, tendinites, lombalgias, cervicalgias, síndrome do túnel do carpo, etc.
Atualmente, pelo estudo da Biomecânica, sabe-se que o RPG é um tratamento conservador que pode ser utilizado em conjunto com outras técnicas, objetivando evitar processos cirúrgicos que atualmente são cada vez mais precoces.
O tempo de tratamento depende da alteração é das características individuais de cada pessoa. É uma técnica que deve ser aplicada de forma individual pelo nível de atenção que exige do profissional e do paciente.
Sentir dor é melhor do que não tratar? Dor é sempre um alerta, quando temos uma disfunção a mesma sempre está correlacionada a outras estruturas, causando um desequilíbrio global. Por este motivo evitar lesões é tratar o corpo como um todo e o RPG é perfeito para prevenir e tratar qualquer alteração.
Devido a grande número de pacientes com problemas mecânicos a Fisioterapia evoluiu e criou técnicas novas e mais eficientes para o tratamento das inúmeras afecções no corpo.
Existem vários métodos, como o Osteopatia, RPG, GDS, Pilates, Estabilização segmentar, Posturologia, Mulligan, Maitland, Agulhamento a seco, Técnicas Miofasciais, que trabalhadas em conjunto levam a um tratamento mais eficaz. O RPG tem sido sim o método mais utilizado no Brasil e em vários países por ser uma forma mais completa de tratamento. Obviamente cada paciente é único mas na maioria dos casos o RPG tem sido a técnica mais eficaz para os tratamentos de lesões e problemas posturais, lembrando que o profissional por si só não faz milagres o paciente é o principal executor/transformador para que os resultados sejam os melhores possíveis principalmente se tratando de problemas posturais que necessitam de exercícios e alongamentos diários onde o paciente deve aplicar para sua vida os exercícios selecionados pelo profissional.